# Donna Moss
Donnatella « Donna » Moss est un personnage de fiction interprétée par Janel Moloney pour la série télévisée américaine À la Maison-Blanche (The West Wing), créé par Aaron Sorkin. Durant l’essentiel de la série, Donna Moss est l’assistante de Josh Lyman, le secrétaire général adjoint de la maison blanche (ou, comme elle l’a remarqué dans un épisode, l’assistante de l’assistant du secrétaire général). Donna est la plus importante de tous les assistants de personnages principaux de la maison blanche. Durant la première saison, bien qu’elle apparaisse dans tous les épisodes, elle ne figure que comme personnage secondaire, dans le générique de fin. Elle n’apparaît comme personnage principal dans le générique de début qu’à partir de la deuxième saison.

## Biographie fictive
Donna Moss est née à Warroad, Minnesota, d’un père Irlandais-Américain et d’une mère Italiano-Américaine (que l’on voit dans un seul épisode de la série). La nationalité américaine de Donna a été un moment remise en cause en raison d’un changement de frontière qui plaçait la ville où elle est née au Canada (Les Vieux poètes irlandais, saison 3, ép. 15). Mais sa citoyenneté américaine a vite été restaurée grâce à la découverte d’une vieille clause dans la loi. Donna est considérée par Josh comme protestante.
Elle est ensuite allée au Wisconsin où elle suivit l’université de Madison-Wisconsin, puis aida son petit ami dans ses études médicales. Après avoir été plaquée par son petit ami, Donna quitta Madison et alla au New Hampshire. Elle s'introduit au sein du QG de campagne « Bartlet, pour l’Amérique » et fait semblant d'avoir été affectée au bureau de Josh. C'est leur première rencontre, et elle est savoureuse, comme beaucoup des dialogues qu'ils auront par la suite. Josh découvre le subterfuge, mais quelque chose l’amuse, et impressionné par son initiative, il l’engage finalement. C'est elle qui lui annoncera la mort de son père, d'une embolie pulmonaire, le soir des primaires dans l'Illinois. Il est mentionné qu’elle quitta brièvement la campagne pour revenir vers son petit ami, mais qu’elle y retourna après un incident où, après que Donna a été blessé dans un accident de voiture, son petit ami choisit de rencontrer des amis pour prendre un verre au lieu d’aller immédiatement rejoindre Donna à l’hôpital. (Donna déclara d’ailleurs à Josh : « Si jamais il t’arrivait un accident, je grillerais les feux pour te rejoindre. ».)
Donna devient l’assistante de Josh durant le premier mandat présidentiel de Josiah Bartlet et le début du second. Durant cette période, son travail consiste en un peu plus qu’une secrétaire. Les discussions virevoltantes de Josh et Donna dans les couloirs de la Maison-Blanche (« petits instants de détente », selon Donna) font partie intégrante de la série, toujours pleines d’humour et de dynamisme.
Donna joue un rôle prépondérant dans le double épisode Vingt heures en Amérique (saison 4, ép. 1 et 2), lorsque Josh, Donna et Toby Ziegler (le directeur de la communication de la Maison-Blanche) quittent malencontreusement le cortège présidentiel de la campagne pour la réélection de Bartlet et se retrouvent perdus en pleine Amérique profonde (en Indiana). C’est alors grâce à Donna qu’ils finissent par regagner la Maison-Blanche. Selon le président Bartlet lui-même : « Josh et Tobby, ils ont au moins 280 de Q.I. à eux deux, mais sans la belle Donna, les voilà bien incapables de retrouver leur chemin ».
Le statut de Donna change quand Josh (à la demande de Donna) envoie celle-ci en observateur d’une mission diplomatique américaine à Gaza. Donna est alors sérieusement blessée lors d’un attentat terroriste à la voiture piégée au cours duquel l’amiral Fitzwallace et deux députés périssent. Tout comme lorsque Josh avait été touché par une balle lors de l’attentat de Rosslyn (en Virginie) contre la fille du président et que Donna avait veillé à son chevet (Au Commencement, Saison 2, ép. 1 et 2), Josh quitte immédiatement la maison blanche pour aller rejoindre Donna à l’hôpital en Allemagne où elle a été conduite.
Après s'être remise, Donna reprend ses activités à la Maison-Blanche, jusqu’à l’épisode Huis clos (Saison 5, ép. 20), lors duquel Donna a une importante conversation avec C.J. (l’attachée de presse de la maison blanche), qui lui révèle que : « Josh veut te garder comme assistante. Je le comprends, il ne trouvera jamais de meilleure assistante que toi. Mais si tu restes avec Josh, tu n’auras jamais d’avancement ». Donna demande alors à Josh d’avoir une vraie discussion sérieuse avec lui, mais Josh, trop accaparé (ou ne voulant pas de cette discussion ?), la reporte à plusieurs reprises. Donna, ne voyant aucune possibilité d’avancement en restant avec Josh, quitte alors la Maison-Blanche pour rejoindre la campagne présidentielle du vice-président Bob Russell. Will Bailey, chef de staff de cette campagne, déclare alors à Donna : « Tu peux avoir une place dans cette campagne, et pas en tant qu’assistante ». Donna devient alors la directrice de la communication de la campagne de Russell. Sa nouvelle position la place en conflit direct avec Josh, qui soutient le sénateur Matt Santos pour la présidence.
Après la victoire de Santos contre Russell (Santos devient le candidat démocrate à la présidence, contre le candidat républicain Arnold Vinick), Donna demande de travailler pour Josh à la campagne de Santos. Toutefois, les attaques personnelles sur Santos que Donna a fourni à Russell en tant qu’attachée de presse forcent Josh à refuser sa demande.
Plus tard, durant la campagne présidentielle de Santos, Donna est engagée (à l’insu de Josh) par la directrice de communication Louise « Lou » Thomton comme attachée de presse de la campagne. Après la victoire de Santos (qui devient le futur président des États-Unis), Donna est proposée comme assistante du secrétaire de presse de la Maison-Blanche. Toutefois, ayant eu de bonnes relations avec Helen Santos durant la campagne, on lui propose également le poste de Chef de staff de la Première Dame. Elle choisit d’accepter cette offre, car elle sent qu’elle ne pourra pas travailler pour Josh alors que quelque chose commence entre eux personnellement.    §Voir seconde partie.
Relations avec Josh Lyman :
Les rapports entre Janel Moloney et Bradley Whitford, qui interprète Josh Lyman, ont attiré l’attention des producteurs dès le début de la série. Après avoir vu Moloney et Whitford jouer ensemble dans le pilote, Aaron Sorkin ajouta une scène dans laquelle Donna convainc Josh de changer de chemise avant un meeting, en lui disant que « Toutes les filles te trouvent vraiment craquant dans cette chemise ». Bien que Mandy Hampton devait à l’origine être l’amoureuse de Josh, le personnage disparaît à la fin de la première saison et le rôle revint à Donna.
Durant les quatre premières saisons, les relations entre Josh et Donna n’évoluent pas vraiment. Pourtant, lorsque Donna encourage Josh à aller parler à Joey Lucas, celle-ci devine que « Donna essaie de cacher ses propres sentiments, qui deviennent trop évidents, en te poussant à aller vers moi » (La Guerre est chez nous, saison 2, ép. 14). Lors de sa première rencontre avec Josh, Amy Gardner lui demande s’il sort avec son assistante (Les Femmes du Qumar, saison 3, ép. 8), puis un peu plus tard elle demande directement à Donna : « Es-tu amoureuse de Josh ? ». Il se passe plusieurs épisodes avant que les spectateurs puissent avoir la réponse (Portée disparue, saison 4, ép. 22). Quand Donna demande à Josh de l’aider à arranger un rendez-vous avec Jack Reese, l’attitude de Josh fait se demander à Jack s’il n’y a pas quelque chose entre eux (Radar arctique, saison 4, ép. 10). De plus, Josh et Donna se voient aussi en dehors, comme en témoigne la jeune femme lorsqu'elle se plaint que Josh boit trop et qu’ensuite il finit la soirée chez elle à crier sur les chats de sa voisine... En résumé, leurs échanges sont bien plus que des échanges professionnels. C’est une sorte de jeu du chat et de la souris, avec des relations oscillant perpétuellement entre le désir et le quasi-fraternel. En effet Josh n’hésite pas, tour à tour, à la traiter un peu comme sa sœur puis redevenir brusquement sérieux, comme quand il lui offre un livre sur le ski avec une dédicace personnelle, qui bouleverse Donna. Tout au long de la série, le spectateur ne peut que constater que Donna est désespérément une amoureuse transie (et surtout timide) de son patron, mais celui-ci semble complètement aveugle ; tout du moins, c’est l’impression qu’il laisse au premier abord, mais en fait il semble qu’elle lui soit trop précieuse comme assistante et comme confidente pour qu’il puisse envisager de la perdre (il sait qu’il est incapable de conserver une relation amoureuse très longtemps).
Après le départ de Sorkin et de Thomas Schlamme à la fin de la quatrième saison, les relations entre Josh et Donna prennent un nouveau tournant, quand Donna élargie ses horizons et continue sa vie sociale en dehors de la Maison-Blanche. §Voir première partie.
Après la victoire de Santos contre Russell pour la nomination de candidat démocrate à la présidence, Donna veut retourner au service de Josh (dans le premier épisode de la saison 7 Le Tandem démocrate), mais il est forcé de refuser sa demande en raison des attaques personnelles contre Santos qu’elle a fourni à Russell quand elle travaillait pour lui. Durant leur conversation, Josh révèle à Donna qu’elle lui a manqué « chaque jour ».
Dans le treizième épisode de la saison 7 Chaud et froid, Josh et Donna s’embrassent passionnément alors qu’elle lui apportait la bonne nouvelle que Matt Santos avait rattrapé Vinick et qu’ils étaient à égalité dans les sondages nationaux. Josh s’excuse, et déclare que le baiser était « inapproprié », mais Donna dit que «ça devait arriver de toute façon ». Donna en parle à C.J. et à Will, qui dit que poursuivre une relation avec Josh ne peux pas être inapproprié. Plus tard dans l’épisode, Donna laisse discrètement la clef de sa chambre d’hôtel sur la table pour Josh, mais Edith Ortega remarque la clef avant que Josh ne puisse la récupérer, et la remet à Donna.
Dans l’épisode Le Jour des élections, Josh et Donna parachèvent leur liaison en dormant ensemble deux fois, à l'initiative de la jeune femme. Dans l’épisode Passation des pouvoirs, Donna propose à Josh quatre semaines pour se représenter « ce que chacun veut de l’autre ». Elle insiste en disant que si ça ne peux pas durer pendant quatre semaines, leurs relations resteraient toujours dans un stade constant d’ambiguïté, qui n’est pas ce que Donna veut. Le député Sam Seaborn (qui a travaillé à la Maison-Blanche durant les quatre premières saison) dit à Josh qu’il devrait prendre des vacances avant l’investiture de Santos. Josh suit sagement son conseil, et à la fin de l’épisode Josh et Donna partent en vacances ensemble.
Dans le dernier épisode de la série L’Avenir, Josh et Donna se réveillent du lit ensemble le matin du jour de l’investiture.